# مركز مين الطبي
مركز مين الطبي (بالإنجليزية: Maine Medical Center)‏ (يختصر عادة إلى MMC أو مين ميد)؛ هو مركز يشرف على 637 مستشفى تعليميًا مرخصًا لكلية الطب بجامعة تافتس، وكلية روبرت لارنر للطب سابقًا، ويقع في شارع 22 برامال في بورتلاند، مين، الولايات المتحدة الأمريكية، يضم طاقم طبي يصل إلى أكثر من 6000 شخص. وقد حصلت المنشأة على تصنيف مركز الصدمات، وهو واحد من ثلاثة فقط في شمال نيو إنجلاند.
تأسس في عام 1874، وهو أكبر مستشفى في شمال نيو إنجلاند مع 28000 زيارة للمرضى الداخليين، وحوالي 500 ألف زيارة للمرضى الخارجيين، و88000 زيارة طارئة، وأكثر من 27000 عملية جراحية تُجرى سنويًا. صنف المركز كشركة خاصة غير ربحية يحكمها أمناء متطوعون.

## التاريخ
يعد مركز مين الطبي أكبر مستشفى للرعاية الثالثية في شمال نيو إنجلاند، ويخدم جميع ولاية مين وأجزاء من فيرمونت ونيو هامبشاير. تم تسميته مؤخرًا من قبل يو إس نيوز آند وورد ريبورت كواحد من أفضل المستشفيات في أمريكا لرعاية القلب وجراحة العظام وأمراض النساء، وموطن لمستشفى باربرا بوش للأطفال، الذي تم الاستشهاد به كواحد من أفضل 25 طفلًا المستشفيات في البلاد.
مركز مين الطبي هو مستشفى تعليمي تابع لجامعة جنوب ماين وكلية سانت جوزيف وجامعة تافتس وكلية دارتموث. وهو أيضا رائد في الطب الحيوي والبحوث، من خلال معهده مين الطبية ومركز الأبحاث والتجارب السريرية.
تم الانتهاء من المجمع الحالي لأكثر والذي تصل مساحته إلى أكثر من مليون متر مربع في عام 1984. في عام 2009، أكمل مركز مين الطبي توسعته ليشمل قسم طوارئ جديدًا، ومركزًا للولادة، ووحدة العناية المركزة لحديثي الولادة، ومهبط للطائرات العمودية، ومصنع للمرافق العامة، ومرآب للسيارات.
في أغسطس 2007، افتتح مركزًا جديدًا للجراحة المتنقلة في سكاربورو، مين، واسمه مركز سكاربورو الجراحي. يحتوي مركز مين الطبي أيضًا على حرم مركز برايتون الطبي، وهو موقع برايتون فيرست كير، ونيو إنجلاند رحاب. في عام 2010، افتتح مركز هان الطبي الذي تبلغ مساحته 18000 متر مربع، ومركز هانافورد للسلامة والابتكار والذي تبلغ قيمته 6 ملايين دولار، في حرم برايتون الجامعي.
في عام 2014، بدأ مركز مين الطبي في مبنى جراحي بقيمة 40 مليون دولار، فوق مبنى فول الموجود. تم افتتاحه في عام 2015، ويضم 5 غرف عمليات و20 سريرًا للعناية المحيطة بالجراحة.

## الجوائز والتقدير
منحت مستشفى بيكر، مركز مين الطبي في نسخته لعام 2019 من أفضل «100 مستشفى كبير في أمريكا». تم الاعتراف بالمستشفيات المدرجة في هذه القائمة على الصعيد الوطني للتميز في الرعاية السريرية، ونتائج المرضى، ورضا الموظفين والأطباء.
كما صنفت مجلة يو إس نيوز آند وورلد ريبورت المركز الطبي مين بأنه «أفضل مستشفى إقليمي» للسنة الخامسة على التوالي في عام 2018. المركز هو أيضًا واحد من 48 مستشفى من أصل 4500 مستشفى على مستوى الدولة والمستشفى الوحيد في ولاية ماين الذي تم الاعتراف به على أنه «عالي الأداء» في جميع الإجراءات والظروف التسعة المدرجة في مسح 2017-2018 للمستشفيات الأمريكية: إصلاح تمدد الشريان الأورطي البطني، صمام الأبهر الجراحة، جراحة سرطان القولون، مرض الانسداد الرئوي المزمن (COPD)، جراحة القلب، الالتفافية، فشل القلب الاحتقاني، استبدال مفصل الورك، استبدال الركبة، جراحة سرطان الرئة.

## معهد بحوث مركز مين الطبي
منذ عام 1956، قام مركز مين الطبي بتجنيد العلماء الممولين من المعاهد الوطنية للصحة لموظفي معهد الأبحاث التابع له. وينقسم المعهد إلى مراكز الطب الجزيئي، والبحوث السريرية، وبحوث وتقييم النتائج، والبحوث النفسية، والأمراض المنقولة. كما يشارك المعهد أيضًا في العديد من التجارب السريرية الوطنية والدولية في مجالات تتراوح من أمراض القلب إلى علم الأورام، مما يوفر فرصًا للتدريب على الدراسات العليا وما بعد الدكتوراه بالإضافة إلى التمويل.

يعد معهد أبحاث مركز مين الطبي حاليًا واحدًا من بين 126 من «مراكز التميز البحثي» المعينة من قبل NIH والتي تتلقى تمويلًا لبيولوجيا الخلايا الجذعية والسلفية والطب التجديدي. 

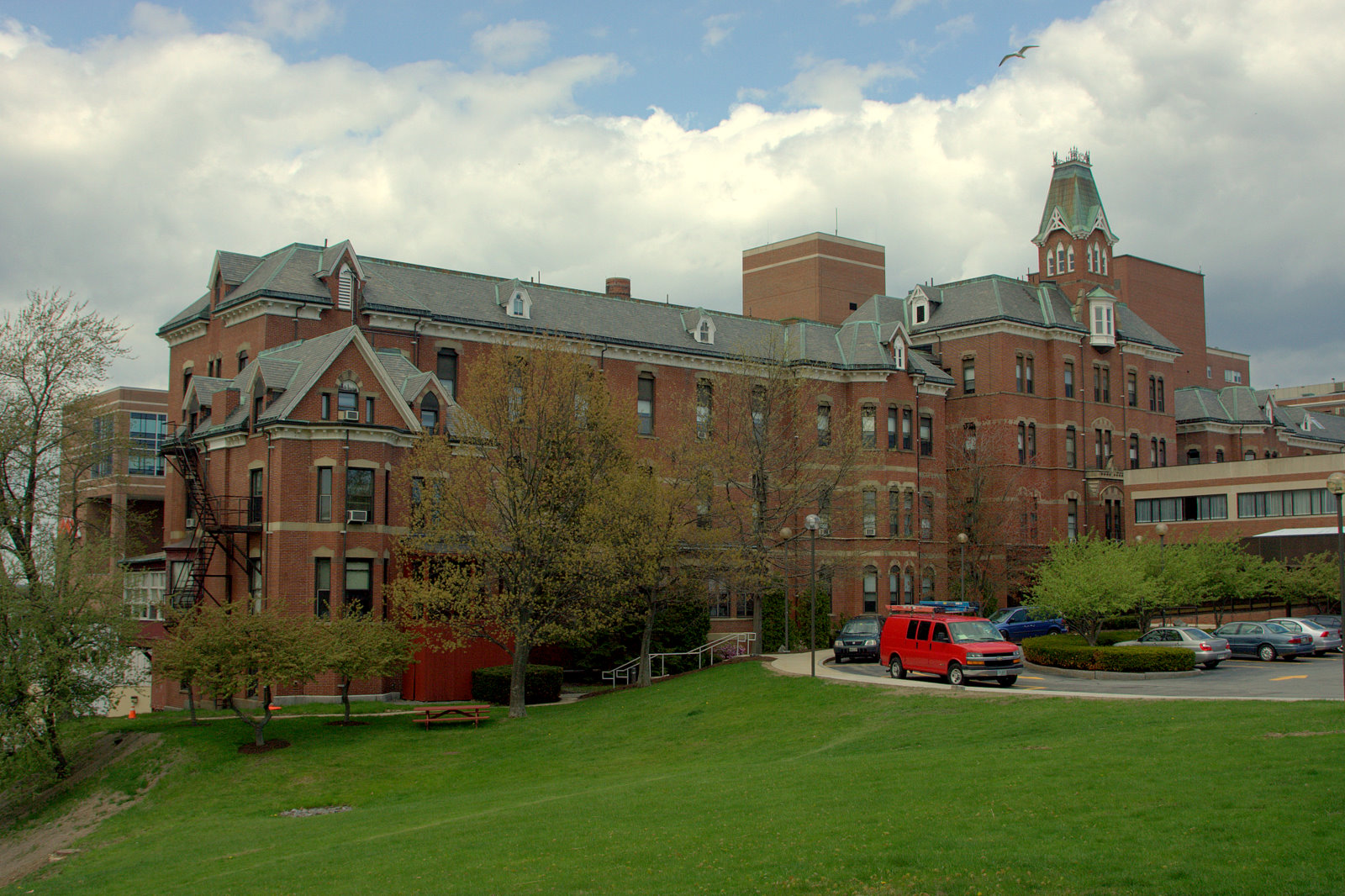
مبنى المستشفى الأصلي في الحرم الجامعي.

## مستشفى باربرا بوش للأطفال
يشار إلى مستشفى باربرا بوش للأطفال (BBCH) باسم «مستشفى داخل مستشفى»، وهو مدمج في مركز مين الطبي لتقديم مجموعة كاملة من خدمات طب الأطفال والتخصصات والبرامج بما في ذلك السلوكية والتنموية وحديثي الولادة وأمراض القلب والأمراض المعدية وعلم الأعصاب، والرعاية التلطيفية وطب الأنف والأذن والحنجرة.
افتتح مستشفى الأطفال الأصلي في عام 1908، وتم دمجه لاحقًا مع مستشفى مين للعيون والأذن الذي افتتح عام 1890، ومستشفى مين العام الذي افتتح عام 1874 ليصبح مركز مين الطبي.
 في عام 1998، سعى المركز للحصول على اعتماد رسمي لخدمات الأطفال كمستشفى باربرا بوش للأطفال في مركز مين الطبي. تبلغ مساحة وحدة المرضى الداخليين في المستشفى نحو 2400 م2 مع 109 سريرًا بما في ذلك وحدة العناية المركزة لحديثي الولادة من 45 سريرًا (NICU) وحضانة رعاية مستمرة من سبعة أسرة.

## البرامج المتخصصة ومراكز الرعاية

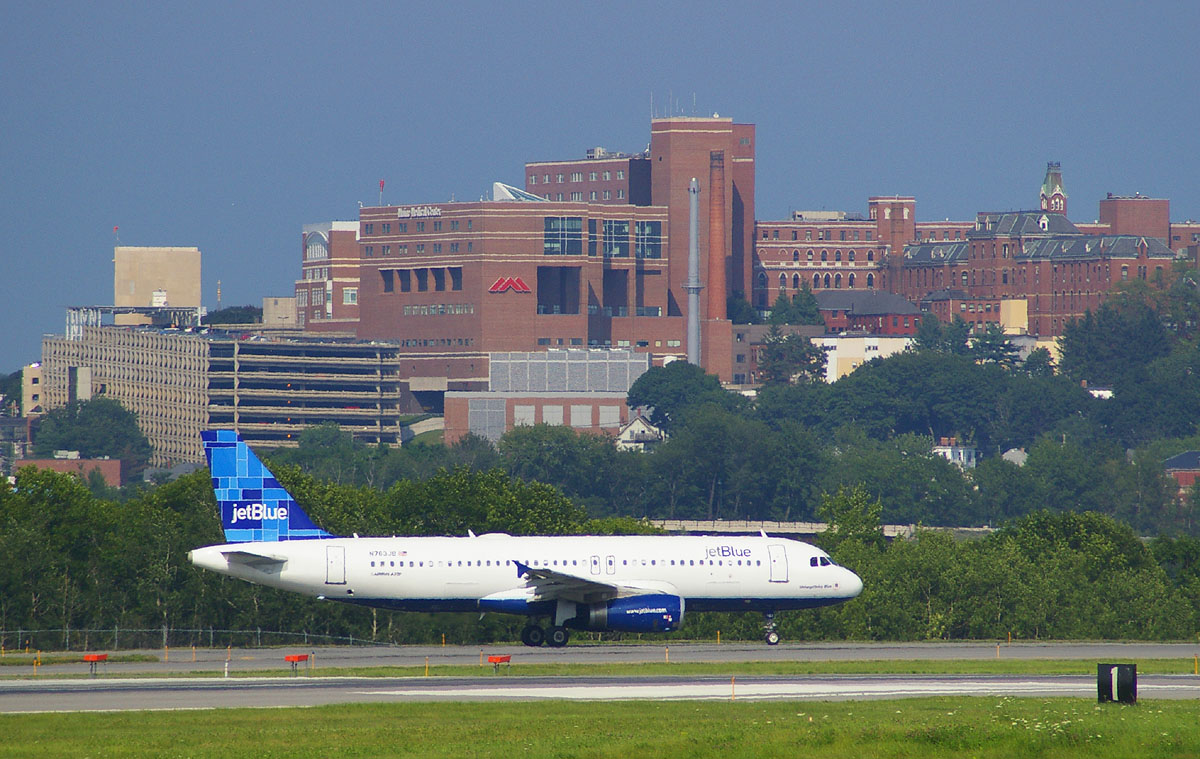
MMC كما شوهد من الجانب الجنوبي من بورتلاند من بورتلاند الدولي للطائرات النفاثة

- مستشفى باربرا بوش للأطفال
- مركز استبدال المفاصل
- مركز ولادة العائلة
- معهد السرطان
- مركز صحة الجهاز الهضمي
- مركز السموم
- مركز جراحة سكاربورو
- شبكة الصحة MaineHealth
- برنامج زرع مين

## الانتماءات
مركز مين الطبي هو مستشفى تعليمي، كان له علاقة سابقة بكلية الطب بجامعة فيرمونت منذ أواخر السبعينيات وانتهت في عام 2011 مع إدخال برنامج مين المسار في كلية الطب بجامعة تافتس.
يسمح هذا البرنامج للطلاب من ولاية ماين، أو المهتمين بالممارسة هناك بإكمال السنة الثالثة والرابعة من فترة تدريبهم بالمركز في بورتلاند بدلًا من بوسطن. يستضيف المركز أيضًا عددًا من الكتب الدراسية للسنة الثالثة لطلاب مدرسة الطب في دارتموث وكلية الطب التقويمي بجامعة نيو إنجلاند.

## مشاهير
كشفت آنا كيندريك على حسابها على تويتر أنها ولدت في مركز مين الطبي.

## روابط خارجية
- الموقع الرسمي لمركز ماين الطبي
- صورة للمبنى الأصلي، الذي كان يسمى آنذاك مستشفى مين العام